# アンドレア・コルパーニ
アンドレア・コルパーニ（Andrea Colpani, 1999年5月11日 - ）は、イタリア・ブレシア出身のサッカー選手。ACFフィオレンティーナ所属。ポジションはミッドフィールダー。

## 経歴

### クラブ
アタランタBCのユースチーム出身で、2016-17シーズンよりU-19チームでプレーし始めた。2017-18シーズンと2018-19シーズンには、コッパ・イタリア決勝などで何度かトップチームに招集されたが、出場機会は無かった。
2019年7月17日、セリエBに昇格したトラーパニ・カルチョにレンタル移籍した。8月24日、アスコリ戦でプロデビューを果たした。トラーパニでは、セリエBで34試合に出場し、コッパ・イタリアでも2試合に出場した。
2020年8月22日、セリエBに昇格したACモンツァに条件を満たせば買取義務が発生する2年間のレンタルで移籍した。2021年3月16日、レッジャーナ戦に途中出場し、プロ初ゴールを挙げた。11月1日、アレッサンドリア戦で2021-22シーズン初ゴールを挙げ、1-0での勝利に貢献した。2022年5月29日、モンツァがセリエA昇格を果たし、買取義務条項が発動されて完全移籍した。
2022年8月21日、SSCナポリ戦に途中出場し、セリエAデビューを果たした。8月26日、ウディネーゼ・カルチョ戦でセリエA初ゴールを挙げた。2023年8月10日、クラブとの契約を2028年まで延長した。8月26日、エンポリFC戦で初の1試合2得点を記録した。
2024年7月26日、ACFフィオレンティーナに買取オプション付きのレンタルで移籍した。

### 代表
2019 FIFA U-20ワールドカップに出場するU-20イタリア代表に選出され、4試合に出場した。2018年から2019年にかけて、U-20代表で16試合に出場した。2020年9月3日、U-21スロベニア代表戦でU-21イタリア代表デビューを果たし、フリーキックからゴールを挙げた。

## 人物・エピソード
ハビエル・パストーレとプレースタイルが似ていることから、「El Flaco」と呼ばれることがある。